# Janko Vranyczany-Dobrinović
Janko Vranyczany Dobrinović (Bedekovčina kraj Krapine, 27. svibnja 1920. – Bruxelles, 6. svibnja 2015.), bio je pripadnik starog hrvatskog plemstva, političar i diplomat.

## Djetinjstvo i mladost
Rođen je 27. svibnja 1920, u Bedekovčini, u obitelji baruna Ambroza Vranyczanyja Dobrinovića i Wande – Marie Magdalene von Schmidt – Zabierow, iz plemićke obitelji porijeklom iz Galicije. Imao je mlađu sestru, Ninu, koja je rođena 5. travnja 1922., u Zagrebu.   
Otac Ambroz, bio je pripadnik starog hrvatskog plemstva koji je visoki društveni položaj nastojao održati u društvu, te se kao sin jedinac školovao na bečkoj Theresiani, da bi kasnije završio studij prava na Sveučilištu u Beču, gdje je i doktorirao, ali se nakon raspada Austro-Ugarske Monarhije, 1918., nije snašao u novim društveno - političkim okolnostima koje su se razvijale u Kraljevini Jugoslaviji, te se društveno izolirao, odlazio u Veneciju i Monte Carlo, gdje je do izražaja došla njegova sklonost kockanju, zbog čega pada u velika dugovanja, te uz beskrupulozne radnje vjerovnika biva prisiljen, 1932., cijelo svoje vlastelinsko imanje, u naravi dvorac u Bedekovčini zajedno s okolnim zemljištem, prodati pod špekulantskim uvjetima industrijalcu Adolfu Mulleru.  
Jankova majka, Wanda, zvana Dede, zbog svega toga se 1934. razvela od njegova oca, te se ponovno udala, za sveučilišnog profesora ekonomskih znanosti, Karla Šoštarića Pisačića, s kojim u braku nije imala djece. Iste 1934. u Zagrebu otvara dječji vrtić, tzv. Montessori dječju kuću, koja se nalazila u centru grada, s pogledom na tržnicu Dolac, s namjenom za djecu iz građanskih obitelji, uzrasta od tri do sedam godina života. Polaznike su činila djeca stranih konzula s boravištem u Zagrebu, zatim pripadnici bogatih i uglednih gornjogradskih obitelji, te židovskih industrijalaca, liječnika i odvjetnika. Dječji vrtić je nastavio s radom i nakon početka Drugog svjetskog rata i proglašenja NDH, ali su židovska djeca prestajala dolaziti, te ih je Dede, pokušala smjestiti na sigurna mjesta, da izbjegnu strahote holokausta u NDH. U tom su razdoblju, polaznike činila djeca talijanskih i njemačkih časnika i diplomatsko - konzularnog osoblja, da bi neposredno nakon završetka rata nove vlasti socijalističke Jugoslavije zabranile rad dječjeg vrtića. 

### Školovanje
Odrastao je u Bedekovčini, gdje je završio pučku (osnovnu) školu, a kako je u ranom djetinjstvu bio boležljiv i osjetljiv, liječnici su preporučili roditeljima da što više vremena boravi na moru, te je često boravio kod bake, po majci, u Opatiji, tada u sastavu Kraljevine Italije.
Nakon završenog pučkog školovanja, majka ga je, protiveći se očevom naumu da pohađa Theresianu, poslala u srednju školu na Sušaku, koju je pohađao dvije godine, ali se nakon razvoda svojih roditelja, 1934., morao preseliti k majci u Zagreb, gdje je završio srednju školu. U Zagrebu se nakon završene srednje škole, preko majčinih veza i zaposlio, kao namještenik u Jadranskom osiguranju d.d., te je ujedno upisao pravni studij na zagrebačkom Pravnom fakultetu, gdje je odslušao dva semestra, da bi zatim upisao arhitekturu na Tehničkom fakultetu u Zagrebu, te zbog fakultetskih obveza dao otkaz u Jadranskom osiguranju d.d. 
Tijekom studija arhitekture, stupio je u kontakt s tzv. gornjogradskim krugovima, mlađim dokonim pripadnicima visokog društva, koji su bili željni zabave i ludih provoda, što se mladom Vranyczanyju nije odviše dopalo. Jedan kraći period, ljeti 1938., boravio je kod rođaka i obiteljskih prijatelja u Bruxellesu, u Belgiji, gdje je mlađe uzraste podučavao tenis. Za to je vrijeme njegova sestra, Nina, boravila u Engleskoj, kod majčinih prijatelja, ali pošto je, 1939., Engleska, nakon napada Njemačke na Poljsku, objavila rat, a u takvom je ozračju bila je prinuđena napustiti državu i vratiti se u Kraljevinu Jugoslaviju. 
Ubrzo potom saznaje kako mu je, 4. lipnja 1940., u pedeset i četvrtoj godini života, umro otac, te je pokopan na zagrebačkom gradskom groblju Mirogoj. 

## Drugi svjetski rat i poraće

### Početak rata
Početak Drugoga svjetskog rata, okupacija Jugoslavije i proglašenje tzv. NDH, zatekli su ga u Zagrebu, te je isparava pokazivao simpatije prema ustaškom pokretu, ali ne odobravajući počinjene ratne zločine i posebno zločine protiv čovječnosti prema Srbima i Židovima, dok mu je majka izražavala protivljenje, te mu je navodno kazala kako će ga se odreći ako pristupi ustaškom pokretu, te je pod tim dojmom i uvidjevši šire stanje, tijekom 1942. i 1943. ipak ostao po strani. 
Ipak, u jesen 1941., zatražio je da mu se odobri kupoprodaja nekadašnjeg obiteljskog, vlastelinskog imanja s dvorcem u Bedekovčini, s obročnim otplatama cijene, pošto su, zbog proglašenja rasnih zakona u NDH, bile oduzete nekretnine obitelji židovskog industrijalca Mullera i stavljene pod upravu Državnog ravnateljstva za gospodarsku ponovu, međutim vlasti NDH su mu to odbile, ali su ga postavili za povjerenika (upravitelja) tog dobra, na kojoj je dužnosti ostao od ljeta ili rane jeseni 1942., kada je objekt bio predan socijalnoj skrbi. 

O svojim mladenačkim iluzijama, u jednom razgovoru s predsjednikom Tuđmanom, aludirajući na njihove različite poglede na svijet, u mladosti i kasnijoj karijeri, sam Vranyczany je kazao: 
"Što se to, predsjednik, dogodilo s nama dvojicom? Ja sam u mladosti bio nacionalist, pristalica HSS-a koji je priželjkivao da hrvatske granice budu na Drini i koji je bio konzervativac, pa i na neki način desničar, a vremenom sam, prilagođavajući se neumitnim političkim procesima, postao europejac, demokrat, zagovornik multinacionalnih i multikulturalnih društava. Ti si u mladosti bio ljevičar, antifašist, partizan, internacionalac, a sada si se preobrazio u tvrdog nacionalista, konzervativca i desničara. Kako se to dogodilo?" 

### Odlazak u domobranstvo i sudjelovanje u uroti Vokić - Lorković
U proljeće 1943., bio je mobiliziran u hrvatsko domobranstvo i prebačen u elitnu časničku školu u Stockerau, u Austriji, gdje je boravio do ljeta 1944., kada je kao domobranski zastavnik bio najprije u Zagrebu, kod generala Ante Vokića, gdje je svjedočio propasti urote, u kolovozu 1944., kada mu je Vokić, kao njegov pretpostavljeni, dao usmeni nalog, da uzme dopust kako bi se sklonio na sigurno, te su od 22. kolovoza do 1. rujna 1944., dok je bio na vojničkom doupustu, provedena uhićenja svih značajnijih urotnika. Naime, Vokić je namjeravao iskoristiti Vranyczanyjeve obiteljske veze i poznanstva kod europske aristokracije, kako bi zajedno s Josipom Torbarom, stupio u kontakt s Britancima, što mu na kraju nije uspjelo. Nakon puča Vokić - Lorković, u 1. rujna 1944., javio se na raport generalu Vladimiru Kernu, koji ga je obavijestio da je Vokić uhićen i pritvoren u Lepoglavu, te je Vranyczany bio prebačen u štab generala Josipa Metzgera u Vinkovce, gdje je ostao do povlačenja, zima - proljeće 1945., ali nije sudjelovao u vođenju borbi, već je kao neborac sudjelovao kao administrativno vojno osoblje u kancelariji domobranskog zapovjedništva.  

### Oslobođenje Zagreba i križni put
U proljeće 1945. prebačen je u Zagreb, gdje, u svibnju 1945. dočekao ulazak jedinica Jugoslavenske armije (JA) u grad, iako je dobio nalog za povlačenje, ali je na nagovor očuha Karla Šoštarića Pisačića, koji se tijekom rata nalazio u diplomatskoj službi NDH u Budimpešti i Bukureštu, Vranyczany je ipak ostao u Zagrebu. Negdje u to vrijeme, u proljeće 1945., Vranyczany se zaputio u dvorac Trakošćan, gdje su nekad on i njegova sestra provodili ljetne praznike kod grofa Draškovića, a sada se zaputio u namjeri da spasi pokućstvo, slike, zastave i oružje od moguće pljačke i uništavanje, te kako je sam kazao u jednom intervjuu:
"Sve je to prenio u Zagreb, pohranio u Muzeju za umjetnost i obrt, tako da se neoštećeno kasnije moglo vratiti u Trakošćan i biti izloženo u muzeju. To je danas jedan od bisera hrvatske prošlosti!"
Prilikom ulaska jedinica JA u Zagreb, sakrio se u Vojnu bolnicu u Vlaškoj ulici, odakle su ga djelatnici Ozne, 13. ili 14. svibnja 1945., uhitili i pritvorili prvo u zarobljenički logor Kanal, da bi potom bio prebačen u zarobljenički logor Prečko, odakle je zajedno s kolonom zarobljenika prošao križni put do Bjelovara, te dalje do Osijeka. Na križnom je putu obolio od dzenterije, te je na intervenciju prijateljice negove bivše zaručnice, koja je u međuvremenu postala ljubavnica jednog višeg djelatnika zagrebačke Ozne, koji ga je posjetio u Osijeku, te naložio njegovo puštanje na slobodu.

### Ilegalni bijeg iz Jugoslavije
Vrativši se u Zagreb, gdje mu više nisu boravile ni majka ni sestra, odlučio je konačno napustiti socijalističku Jugoslaviju, jer mu je kao bivšem domobranskom zastavniku bilo onemogućeno daljnje školovanje, otputovao je baki, po majci, Anni Stephaniji Schmidt von Zabierow, u Opatiju, odakle je tijekom rujna ili listopada 1946., ilegalno prešao jugoslavensku granicu kod Trsta, gdje je već otprije u anglo-američkoj vojnoj misiji bila zaposlena njegova sestra.
Naime, u proteklom je razdoblju, njegova sestra, Nina, usprkos ratnom stanju, bila željna zabave i visokog društva, te se kretala u krugovima visokog društva i diplomatskim krugovima, da bi se početkom rata, 1941., upoznala s diplomatskim osobljem talijanskog poslanstva u Zagrebu i časnicima talijanske vojske, čak se prilikom kapitulacije Kraljevine Italije, u rujnu 1943., naglo zaručila za kapetana talijanske vojske, Lewetzov - Santhieriena, porijeklom Nijemca, koji je odlukom njemačkih vojnih vlasti uhićen i odveden u ratno zarobljeništvo, zbog odbijanja suradnje s njemačkom vojskom.  
Vranyczanyjeva sestra se navodno dovodila u vezu s ustaškim generalom, urotnikom, Vokićem, zbog čega ju je i nadzirala Ustaška nadzorna služba (UNS). Nakon rata, u svibnju 1945., sestru uhićuju časnici Ozne, te se jedno vrijeme nalazila u pritvoru, da bi nakon ispitivanja bila puštena i odmah se odlučila na bijeg na bijeg iz Jugoslavije, ilegalno prešavši u Italiju, gdje u Trstu, radeći u savezničkoj vojnoj misiji, upoznaje časnika britanske vojske, Arthura Farnell Watsona, za kojeg se udala, te s kojim je otišla u Johannesburg, u Južnoafričkoj Republici. Tijekom rada u savezničkoj vojnoj misiji, pokušala je saznati sudbinu svojeg bivšeg zaručnika, talijanskog časnika, koji je iz Zagreba bio odveden u njemačko ratno zarobljeništvo. 
S druge strane, pošto su njihovoj majci, Wandi, nakon rata, vlasti nove socijalističke Jugoslavije, zatvorile i oduzele pravo rada u dječjem vrtiću, ona se odlučila napustiti Zagreb, te je živjela u Klagenfurtu, u Austriji, tada u britanskoj okupacijskoj zoni, gdje su joj živjeli obiteljski prijatelji, te je jednom prilikom, uočivši posjet odbjeglog visokog ustaškog dužnosnika Ivana pl. Perčevića, istog prijavila Britancima, koji su ga sljedećeg dana uhitili, pritvorili, i 1946., izručili jugoslavenskim vlastima, gdje je tijekom 1947., u sklopu zajedničkog procesa Slavku Kvaterniku i drugima, osuđen na smrtnu kaznu i pogubljen.

## Karijera u inozemstvu

### Profesionalna karijera
Vranyczany uskoro je iz Trsta prelazi u Rim, gdje je diplomirao novinarstvo i komunikacije na Akademiji Lateran u Državi Vatikanskog Grada, odakle 1948. odlazi u Belgiju, gdje se zaposlio pri austrijskom turističkom uredu. Sam Vranyczany u intervjuu za Večernji list, prilikom hrvatskog ulaska u EU 2013., o svojoj karijeri u Belgiji govori: 
"Došao sam iz Rima, gdje sam živio, gdje sam bio na studiju i htio sam ići u SAD. Imao sam u Americi jednog protektora. Protektor je bio prva ljubav moje majke. Kad je moj otac umro, a taj je protektor izgubio sina u američkom zrakoplovstvu nad Berlinom, on je mene tražio. Htio me posiniti. Poslao je papire. Međutim, trebao sam čekati jer sam rođen u Jugoslaviji i imao sam lošu emigrantsku kvotu. Morao sam čekati dulje. A u Bruxellesu sam imao prijatelje jer sam kao mladić bio u Bruxellesu kod prijateljske grofovske obitelji De Liedekerke. Bio sam tada poslan da naučim francuski, a ja sam, s druge strane, djecu svog godišta učio igrati tenis. To je bilo prije rata, 1937. i 1938. godine. A poslije rata, kako sam dulje morao čekati za papire za Ameriku, tražio sam posao, bio sam primljen u austrijskom turističkom uredu u Bruxellesu, a u međuvremenu je moj sponzor u Americi umro i tako sam ostao u Belgiji. Od 1948. do danas." 
Tijekom 1948., učlanio se u Royal Léopold Club, otmjeni teniski klub iz Bruxellesa, gdje igrajući za klub, upoznaje Percyja Lippitta, američkog državljanina austrijskog podrijetla, koji je kao prodavač američkih automobila Ford, visoko kotirao u belgijskom društvu i bio veoma popularan u Royal Leopold Clubu. Percy se oženio jednom barunicom iz visokog društva, te je preko nje bio u doticaju s mnogim belgijskim plemićkim obiteljima. Nakon nekog vremena Percy se razveo od belgijske barunice, upoznavši, potom oženivši bogatom udovicom latinoameričkog bogataša Artura Lopeza, inače Parižanku čileanskog porijekla. Vranyczany je s Percyjem odlazio zimi na skijanja, a ljeti na tenis,te su se aktivno družili, a pošto je Percyjeva druga žena imala imanje u francuskom Saint Tropezu, te austrijskom Kitzbuhelu, Vranyczany je ondje bio čestoput rado viđen gost, te se jendom prilikom upoznaje s Percyjevim stricem, tada direktorom austrijskog turističkog predstavništva u Belgiji, preko kojeg je dobio posao u Uredu austrijskog turističkog predstavništva u Rue de la Regence, u Bruxellesu. Opisujući svoj posao u turističkom uredu, Vranyczyny je izjavio: 
"Sve sam morao raditi: raznositi prospekte, raditi na turističkim izložbama kao što je poznati sajam Salon des Vacances, također i na sajam u Antwerpenu… Međutim, nisam bio dovoljno plaćen i 1952. promijenio sam posao." 
Počeo se baviti izvozom i uvozom, naime bio je dobavljač hmelja za belgijske pivovare, među kojima je bila i Stella Artois, čiji su suvlasnici bili vicegrofovi De Spoelberch, čiju je obitelj Vranyczany upoznao, kada je tijekom 1938., kao mladić boravio u Belgiji. Dvije je godine proveo živeći i radeći kao poduzetnik u Francuskoj, točnije u Dijonu. 
Tijekom kasnije profesionalne karijere radio je u mnogim tvrtkama u Belgiji, Francuskoj, Njemačkoj i Italiji, te se uglavnom bavio marketingom i izvozom. Od 1968. zaposlen je u austrijskom turističkom predstavništvu u Bruxellesu, u Belgiji, te je 1970. postavljen na mjesto direktora.

### Emigrantska karijera
Zbog sudjelovanja u poraženoj hrvatskoj vojsci, kao i ilegalnog bijega iz Jugoslavije te održavanja veze s pripadnicima hrvatske političke emigracije Vranyczany se nalašao pod operativnom obradom Udbe, te su ovi posebno pratili aktivnosti oko emigrantskih krugova pristaša HSS-a u Belgiji, zatim susrete u Münchenu u SR Njemačkoj, te posebno njegove susrete s Ottom von Habsburgom, kojeg je poznavao od 1949., kada su razgovarali o stanju u Titovoj Jugoslaviji, iz koje su brojni predstavnici hrvatskog plemstva morali izbjeći. Kasnije bio pozvan na von Habsburgovo vjenčanje, održano 1951., u francuskom gradu Nancyju, gdje je sudjelovao kao predstavnik hrvatskog plemstva. Da bi se zatim ponovno susreli, tijekom 1953., sada u Oxfordu, u Engleskoj, gdje je tema razgovora bila tzv. Podunavska konfederacija, za koju su se zalagali neki politički krugovi u SAD-u, ali ne toliko u Engleskoj, koja se držala po strani, jer je podržavala cjelovitost Titove Jugoslavije, ili nekakvu verziju tzv. balkanske konfederacije. 

## Demokratske promjene u Hrvatskoj
Uoči demokratskih promjena u Hrvatskoj, na nagovor kardinala Franje Kuharića, a posredovanjem Hrvoja Šarinića, Vranyczany se priključio HDZ-u i Franji Tuđmanu, kojega je i podržao. Na prvi svečani saziv Sabora RH, u svibnju 1990., Tuđman je osobno pozvao Vranyczanyja da u ime hrvatskog plemstva pozdravi prvi višestranački i demokratski izabran saziv Sabora RH. U tom je vremenu jasno zastupao interese hrvatske države u nastajanju, i u razdoblju prije nego što je bila međunarodno priznata, te je u Bruxellesu vodio ured za kontakte s Europskom zajednicom (EZ) i Sjevernoatlantskim savezom (NATO). 

### Razdoblje HDZ-a (1990. – 1999.)
Nakon višestranačkih i demokratskih izbora 1990., imenovan je prvim hrvatskim ministrom turizma, da bi potom 1992. bio imenovan na dužnost veleposlanika RH pri Kraljevini Belgiji, Nizozemskoj i Luxembourgu. U razdoblju dok je bio šef diplomatske misije u Bruxellesu, bio je nadređeni Zoranu Milanoviću i Tomislavu Suniću, koji su činili diplomatsko osoblje veleposlanstva. U svojim se javnim istupima od početka političke karijere zalagao za put Hrvatske u smjeru euroatlantskih integracija, kroz koje će se država izvući iz političkog Balkana, pritom se suprostavljaljući politici prema BiH, medijima i oporbi koja je vodila Hrvatsku u međunarodnu izolaciju. Vranyczany je bio jedan od rijetkih suradnika Franje Tuđmana koji je otvoreno kritizirao njegove javne politike, dok je Tuđman njegovao poseban odnos prema Vranyczanyju, kako zbog slične dobi i zavičajnosti, tako zbog njegova plemićkog porijekla te ugleda i poznanstava u europskim diplomatskim krugovima.    
Bio je jedan od odabranih članova specijalne misije RH u službenom posjetu Moskvi, u svibnju 1995., predvođene predsjednikom Franjom Tuđmanom, kao veleposlanik pri Kraljevini Belgiji, među ostalim zbog svojeg sudioništva u Drugom svjetskom ratu, ali tu se među ostalim, našao i Milivoj Kujundžić, saborski zastupnik iz redova HDZ-a, kao član saborskog Odbora za obilježavanje pedesete obljetnice kraja Drugoga svjetskog rata.
Dana 30. studenog 1995., Odlukom Predsjednika RH, Vranyczany je imenovan na dužnost člana Vijeća za međunarodne odnose pri Predsjedničkom vijeću, kao savjetodavnom tijelu Predsjednika RH.
 

Dana 14. listopada 1998., Vranyczany je Odlukom predsjednika Tuđmana imenovan na dužnost savjetnika za euroatlantske integracije u Uredu Predsjednika RH.  Kao Tuđmanov osobni savjetnik za eurointegracijski proces, Vranyczany se zalagao za što brži ulazak Hrvatske u EU, dok je Tuđman zazirao od euroatlantskih integracija, zbog nevoljkog mijenjanja svoje politike prema BiH, kao i odnosa prema oporbi u Hrvatskoj, što je predstavljalo demokratski deficit koji su europski čelnici postavili kao standard, što je uzrokovalo zastoj za skoriji ulazak u euroatlantske integracije. Dana 15. ožujka 1999., Vranyczany je imenovan članom Odbora za vanjsku politiku i Odbora za višestranačje pri Predsjedničkom vijeću, kao Ustavom RH predviđenom savjetodavnom tijelu Predsjednika RH.  Prilikom jednog razgovora s Tuđmanom, Vranyczany ga je upozorio:
"Predsjednik, ako želiš s uspjehom dovršiti svoju povijesnu misiju, moraš uvesti Hrvatsku u EU i NATO pakt. Nećeš obaviti posao do kraja ako zastaneš na pola puta: Hrvatska mora postati dio Europe, a ti moraš zauzeti svoje mjesto za europskim stolom. Zbog toga se isplati promijeniti politiku prema BiH i odnos prema demokraciji. Nećeš valjda dopustiti da opozicija obavi tu povijensu zadaću?"

### Razdoblje koalicijske Vlade (2000. – 2002.)
U sunovrat Tuđmanove vladavine, u studenom 1999., kao osobni savjetnik predsjednika Tuđmana za euroatlantske integracije, sudjelovao je u organiziranju i lobiranju u diplomatskim krugovima, u Bruxellesu, kako bi oporbeni predstavnici, Ivica Račan (SDP), Dražen Budiša (HSLS), Radimir Čačić (HNS), Vlado Gotovac (LS) i Ivan Jakovčić (IDS), usprkos međunarodnoj izolaciji, lošem imidžu i rejtingu koji je tadašnja Hrvatska imala, pozvali na prijem kod predstavnika EU, u Bruxelles.
Promjenom vlasti 3.siječnja 2000., ostao je u Ministarstvu, te je neko vrijeme savjetovao predsjednika Vlade Ivicu Račana, oko euroatlantskih integracija, te je dao značajan doprinos u toj prvoj fazi pregovora oko hrvatskog pristupanja NATO-u i EU-u, da bi 2002. otišao u mirovinu.
Umro je u Bruxellesu, 6. svibnja 2015., u devedeset i četvrtoj godini života, pokopan je na gradskom groblju Mirogoj, u Zagrebu.

## Odlikovanja
Dana 28. svibnja 1995., predsjednik RH, Franjo Tuđman, odlikovao je Vranyczanyja Veleredom Dmitra Zvonimira s lentom i Danicom, zbog znimnog doprinosa neovisnosti i cjelovitosti Republike Hrvatske, zatim Spomenicom domovinskog rata zbog djelatnog sudjelovanja, Spomenicom domovinske zahvalnosti za časnu i uzoritu službu, Redom Hrvatskog pletera zbog osobitog doprinosa razvitku i ugledu Republike Hrvatske i dobrobit njezinih građana, te Redom Hrvatskog trolista za osobite zasluge stečene u ratu, izravnoj ratnoj opasnosti ili u iznimnim okolnostima u miru.